# Kure (Hirošima)

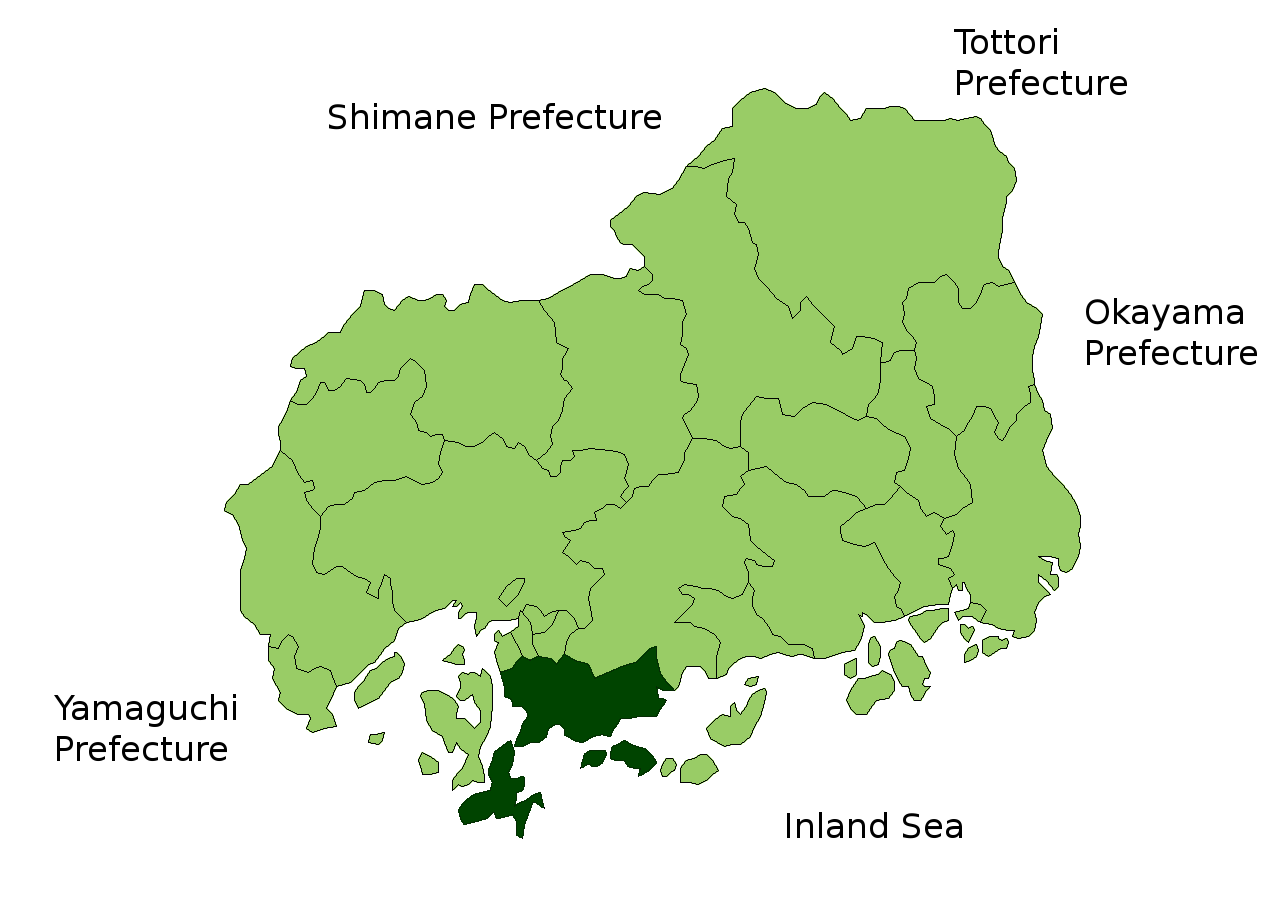
Poloha města Kure na mapě prefektury Hirošima (stav v roce 2006)

Kure (japonsky: 呉市; Kure-ši) je japonské město ležící v jižní části prefektury Hirošima.
K 1. červnu 2007 mělo 247 412 obyvatel a celkovou rozlohu 353,29 km².
Město (市, ši) Kure bylo založeno 1. října 1902. Až do konce druhé světové války sloužilo jako základna Japonského císařského námořnictva.
Kure bylo domovskou základnou bitevní lodě Jamato – největší bitevní lodě na světě.
Mezi 24. a 28. červencem 1945 bombardovaly americké letouny poslední zbytky japonského loďstva na námořní základně v Kure.

## Partnerská města
- Bremerton, Washington, USA (srpen 1970)
- Jinhae, Jižní Korea (říjen 1999)
- Marbella, Španělsko (prosinec 1990)
- Ťi-lung, Tchaj-wan (srpen 2017)
- Wen-čou, Čína (květen 2001)